# Berlin (fumetto)
Berlin è una serie a fumetti di Jason Lutes pubblicata dal 1996 al 2018 prima dalla  Black Eye Productions e poi Drawn and Quarterly. L'opera tratta degli ultimi anni della Repubblica di Weimar e si articola in un complesso incastro di filoni narrativi che coinvolgono un universo variegato di personaggi, assai diversi tra loro ma tutti accomunati dal fatto di vivere ed agire nella grande città tedesca negli ultimi anni venti. L'interesse per le masse e per la vita della gente comune nel periodo preso in esame hanno spinto Lutes a cercare di evitare di raffigurare personaggi storici di rilievo come ad esempio Adolf Hitler, ma il coinvolgimento di tali figure nelle dinamiche storiche hanno infine impedito all'autore di escluderle del tutto.

## Storia editoriale
La serie venne inizialmente concepita come una miniserie di ventiquattro capitoli pubblicati come fascicoli singoli, ma poi il loro numero venne ridotto a ventidue, raccolti in tre volumi. I primi due libri sono stati pubblicati negli USA da Drawn and Quarterly nel 2000 e nel 2008, mentre in Italia dalla Coconino Press, aggiudicandosi nel 2019 a serie completa il premio come miglior serie straniera al Napoli Comicon.
Volumi
- La città delle pietre e Berlin (Berlin: City of Stones)
- La città di fumo (Berlin: City of Smoke)
- Berlin Book Three: City of Light

## Trama
La città delle pietre
Nel settembre del 1928 l'aspirante artista Marthe Müller giunge a Berlino. Sul treno che da Colonia la porta nella grande città conosce il giornalista Kurt Severing. L'uomo aiuta la nuova arrivata ad orientarsi in città e, prima di salutarla, le lascia il proprio biglietto da visita. I due, nonostante la moltitudine di persone che popola Berlino, finiscono per reincontrarsi casualmente mesi dopo e iniziano una relazione. Nel frattempo le forze politiche dei comunisti e i neonati nazisti, che tanto preoccupano Severing e l'elettorato moderato, si danno scontro per le strade della città. Il giovane comunista ebreo David Schwarz è uno dei “rossi” che, vendendo periodici comunisti per le vie, deve fare i conti con le bande di giovani filo-nazisti e il loro antisemitismo. Delle stesse convinzioni politico-ideologiche del giovane è l'operaia Gudrun Braun, che si separa dal marito nazionalsocialista e va a vivere con le due figlie in una Casa dei Lavoratori. Il libro si chiude con la tragica morte della donna durante gli scontri fra le forze dell'ordine ed i manifestanti comunisti del 1º maggio del 1929.
La città di fumo
Orfana di madre e decisa a non ritornare dal padre nazionalsocialista, Silvia Braun cerca di vendicare la morte della madre Gudrun assalendo il comunista che reputa responsabile di ciò, Otto. Incapace di uccidere l'uomo e senza più un preciso scopo, Silvia diventa una vagabonda; nel suo peregrinare senza meta incontra Pavel, un senzatetto ebreo che decide di prendersi cura di lei. È tramite costui che entra in contatto con la famiglia Schwarz; è a loro che Pavel l'affida dopo aver subito un violento pestaggio da un gruppo di nazi. Contemporaneamente il rapporto tra Kurt Severing e Marthe Müller va in frantumi, incrinato irreparabilmente dagli inganni dell'ex di Kurt, la nobildonna Margarethe Von Falkensee. Kurt dimentica Marthe dedicandosi al lavoro, mentre Marthe si lascia travolgere dall'amore per Anna, una sua ex-compagna dell'accademia d'arte ed una crossdresser. 
Negli stessi giorni una jazz band afroamericana, i Cocoa Kids, intrattengono l'alta società berlinese. I giovani musicisti americani si mescolano presto alla popolazione locale, ed è proprio grazie all'aiuto della spogliarellista e ballerina Pola – legata sentimentalmente ad uno dei ragazzi – se i Cocoa Kids riescono a scoprire che il capo della loro band e il loro impresario speculano sul loro lavoro. Derubati i due truffatori dei soldi che gli spettano di diritto, i musicisti decidono di tornare negli USA. Intanto il partito nazionalsocialista ottiene risultati di rilievo alle elezioni.